# Custódia (kommun)
Custódia är en kommun i Brasilien.   Den ligger i delstaten Pernambuco, i den östra delen av landet, 1 400 km nordost om huvudstaden Brasília. Antalet invånare är 34 305.
Följande samhällen finns i Custódia:
- Custódia

Omgivningarna runt Custódia är huvudsakligen savann. Runt Custódia är det ganska glesbefolkat, med 26 invånare per kvadratkilometer.